# Miss Mouche
Pour plus de détails, voir Fiche technique et Distribution.
Miss Mouche est un film belge réalisé par Bernard Halut, sorti en 2010.

## Synopsis
La jeune Nina filme  son entourage à l'aide de son téléphone portable et s'en amuse beaucoup. Jusqu'au jour où elle découvre la déchéance de ses parents.

## Fiche technique
- Titre : Miss Mouche
- Réalisation : Bernard Halut
- Scénario :Bernard Cogniaux, Bernard Halut
- Photographie : Vincent van Gelder
- Montage : Frédérique Broos
- Musique : Pierre Gillet
- Producteur : John Engel
- Pays d'origine : Belgique
- Langue : Français
- Durée : 90 minutes
- Genre : film dramatique
- Dates de sortie : 
  - 5 septembre 2010 en Belgique

## Distribution
- Mona Jabé : Nina
- Bernard Cogniaux : Cedric
- Valérie Bauchau : Sophie
- Thierry de Coster : Arnaud
- Chantal Pirotte : Annie
- Jean-Louis Sbille : le cousin